# Dilobopterus bimaculatus
Dilobopterus bimaculatus är en insektsart som beskrevs av Victor Antoine Signoret 1850. Dilobopterus bimaculatus ingår i släktet Dilobopterus och familjen dvärgstritar. Inga underarter finns listade i Catalogue of Life.